# Islas Pingüino
Las islas Pingüino (en inglés: Penguin Islands) son un grupo de islas y rocas situadas a lo largo de 355 km de la costa de Namibia, que formalmente están agrupadas como islas de costa afuera. La isla más grande es la isla Posesión (Possession Island) con 0,90 km² de superficie. Hollam's Bird es la más septentrional y, a una distancia de 10,3 km, es la más alejada de la costa. Todas las islas juntas tienen 2,35 km² de superficie.
Ricas en guano y estratégicamente ubicadas, entre 1861 y 1867 las islas fueron anexadas por Gran Bretaña, y formalmente bajo la Colonia del Cabo en 1873. La confusión sobre la legalidad de la transferencia hizo necesario que la colonia reafirmara la anexión en 1874. Este estatus fue reconocido por Alemania en 1886. Por lo tanto, aunque están cerca y a lo largo de la parte continental de la actual Namibia no fueron parte del África del Sudoeste Alemana.
En 1990, África del Sudoeste obtuvo la independencia como Namibia. Sin embargo, las islas permanecieron bajo la soberanía de Sudáfrica. Finalmente, después de nuevas negociaciones, a la medianoche del 28 de febrero de 1994 la soberanía sobre las islas, así como la bahía de Walvis, fueron transferidos formalmente a Namibia.

## Islas
- Hollam's Bird (S 24° 38' 0 E 14° 31' 0)
- Mercury (S 25° 43' 0 E 14° 50' 0)
- Ichaboe (S 25° 43' 0 E 14° 50' 0)
- Roca Black (S 26° 5' 0 E 14° 58' 0)
- Roca Staple (S 26° 22' 0 E 14° 58' 0)
- Arrecife Marshall (S 26° 22' 0 E 14° 58' 0)
- Rocas Boat Bay (S 26° 25' 0 E 15° 5' 0)
- Seal (Bahía de Lüderitz) (S 26° 36' 0 E 15° 9' 0)
- Penguin (Bahía de Lüderitz) (S 26° 37' 0 E 15° 9' 0)
- Halifax (S 26° 39' 0 E 15° 5' 0)
- Roca Albatross (S 27° 7' 0 E 15° 13' 0)
- Possession (S 27° 1' 0 E 15° 13' 0)
- Pomona (S 27° 12' 0 E 15° 15' 0)
- North Long (S 26° 49' 0 E 15° 8' 0)
- South Long (S 26° 50' 0 E 15° 8' 0)
- Roca Black (S 24° 56' 0 E 14° 48' 0)
- Roca Black Sophie (S 27° 38' 0 E 15° 31' 0)
- Plumpudding (S 27° 38' 0 E 15° 32' 0)
- Sinclair (Arrecife Roast) (S 27° 40' 0 E 15° 32' 0)
- Isletas Pequeña Roastbeef (S 27° 42' 0 E 15° 32' 0)

Todo esto es aproximado